# Dick Pappenheim
Hendrik (Dick) Pappenheim (Amsterdam, 23 juni 1929 – 12 augustus 2016) was een Nederlands alpineskiër.
Pappenheim woonde van 1932 tot 1947 in Zwitserland waar hij ook leerde skiën. Hij ging in Amsterdam studeren. Tussen 1948 en 1958 nam hij in het alpineskiën deel aan internationale wedstrijden met de Nederlandse selectie. In 1948, 1949, 1950 en 1952 werd hij Nederlands kampioen. Zijn broer Peter werd in 1954 Nederlands kampioen. Samen met Gert Mosler en Margriet Prajoux-Bouma werden de broers geselecteerd voor de Olympische Winterspelen 1952. Mosler moest echter voor aanvang afhaken vanwege zijn studie. Met begeleider Arend Hubrecht reisde het gezelschap op eigen kosten naar Noorwegen. De wedstrijden werden op het Norefjell skisenter nabij Krødsherad gehouden. Dick Pappenheim  werd 45ste op de afdaling, 74ste op de slalom en 52ste op de reuzenslalom. De broers Pappenheim waren de eerste mannelijke Nederlandse olympische deelnemers op het alpineskiën. Omdat de prestaties van de Nederlandse deelnemers erg tegenvielen, werd de Nederlandse Ski Vereniging (NSV) hierna veel strenger en ging het NOC hierna over de selectie. De broers vielen hierdoor af voor de Olympische Winterspelen 1956. Pas bij de Olympische Winterspelen 2022 werden weer Nederlandse skiërs afgevaardigd en kregen de broers in Maarten Meiners een opvolger.